# سفير جهنم (فلم)
سفير جهنم هو فيلم إنتاج العام 1945 من تاليف وإخراج وبطولة يوسف وهبي وليلى فوزي وفؤاد شفيق وفردوس محمد وبالاشتراك مع الفنان والمطرب عبد الغني السيد ويعد من الأفلام المرعبة العربية النادرة ولم يعرض إلا في الفترات الأخيرة.[بحاجة لمصدر]
قصة الفيلم مأخوذة من قصة فاوست للشاعر جوته

## القصة
عبد الخلاق (فؤاد شفيق) أستاذ بسيط أجبرته صعوبة الحياة في تحوله من شخص عادي إلى إنسان كثير الاشتكاء. ضعف الوازع الديني لديه خلق للشيطان (يوسف وهبي) فرصة مواتيه للنيل منه وإغوائه بجنة النعيم الوهمية حتى ينتقم منه ومن أولاده ويشتتهم.

## فريق العمل
تأليف وإخراج: يوسف وهبي
إنتاج: نحّاس فيلم
بطولة:
- يوسف وهبي
- ليلى فوزي
- فؤاد شفيق
- فردوس محمد
- محمود المليجي
- فاخر فاخر
- أمينة شريف
- عبد الغني السيد
- هاجر حمدي
- محمد كمال المصري
- سميحة توفيق

## الموسيقى
- عبد الغني السيد.. أنا روميو وأنتِ جولييت. حبيبه كيف تعيش من دونها وانت حبيبها

## روابط خارجية
- مقالات تستعمل روابط فنية بلا صلة مع ويكي بيانات